# Pan-Amerikaans kampioenschap hockey vrouwen 2017
De vijfde editie van het Pan-Amerikaans kampioenschap hockey voor vrouwen werd in 2017 gehouden in het Amerikaanse Lancaster. Het toernooi met 8 deelnemers werd gehouden van 4 tot en met 12 augustus. Argentinië werd voor de vijfde keer kampioen.
De winnaar plaatste zich voor het het wereldkampioenschap van 2018.
De twee beste teams die zich niet plaatsen via de Zuid-Amerikaanse Spelen van 2018 of de Centraal-Amerikaanse en Caraïbische Spelen van 2018 plaatsen zich voor de Pan-Amerikaanse Spelen van 2019 in Lima. 
De zes beste teams plaatsen zich voor de volgende editie en de overige teams moeten in de Pan-Amerikaanse Challenge spelen.

## Kwalificatie
Naast het gastland, waren de 5 overige beste landen van de voorgaande editie rechtstreeks geplaatst. Dit waren Argentinië, Canada, Chili, Mexico en Uruguay. Via de Pan American Challenge konden twee landen zich kwalificeren. Dit waren Brazilië en Barbados.

## Eindronde
Voorafgaande aan het toernooi trok Barbados zich terug. De zeven resterende landen speelden in twee groepen waarbij de beste nummers twee zich plaatsten voor de halve finales.
Alle tijden zijn lokale tijden

### Groepsfase
Groep A
| Team       | GS | W | G | V | DV | DT | DS | Ptn |
| ---------- | -- | - | - | - | -- | -- | -- | --- |
| Argentinië | 2  | 2 | 0 | 0 | 8  | 1  | +7 | 6   |
| Chili      | 2  | 1 | 0 | 1 | 3  | 2  | +1 | 3   |
| Uruguay    | 2  | 0 | 0 | 2 | 0  | 8  | −8 | 0   |

| 5 augustus 2017 17:00 |           |       |                                                             |
| Argentinië            | 2–1       | Chili | Scheidsrechters: Fanneke Alkemade (NED) Maggie Befort (USA) |
|                       | (verslag) |       | Scheidsrechters: Fanneke Alkemade (NED) Maggie Befort (USA) |

| 7 augustus 2017 17:00 |           |            |                                                          |
| Uruguay               | 0–6       | Argentinië | Scheidsrechters: Lelia Sacre (CAN) Junko Wagatsuma (JPN) |
|                       | (verslag) |            | Scheidsrechters: Lelia Sacre (CAN) Junko Wagatsuma (JPN) |

| 9 augustus 2017 12:00 |           |         |                                                          |
| Chili                 | 2–0       | Uruguay | Scheidsrechters: Mariana Reydo (ARG) Maggie Befort (USA) |
|                       | (verslag) |         | Scheidsrechters: Mariana Reydo (ARG) Maggie Befort (USA) |

Groep B
| Team             | GS | W | G | V | DV | DT | DS  | Ptn |
| ---------------- | -- | - | - | - | -- | -- | --- | --- |
| Verenigde Staten | 3  | 2 | 1 | 0 | 16 | 1  | +15 | 7   |
| Canada           | 3  | 2 | 1 | 0 | 14 | 1  | +13 | 7   |
| Mexico           | 3  | 1 | 0 | 2 | 1  | 10 | −9  | 3   |
| Brazilië         | 3  | 0 | 0 | 3 | 0  | 19 | −19 | 0   |

| 5 augustus 2017 12:00 |           |          |                                                            |
| Canada                | 9–0       | Brazilië | Scheidsrechters: Junko Wagatsuma (JPN) Diana Fuentes (MEX) |
|                       | (verslag) |          | Scheidsrechters: Junko Wagatsuma (JPN) Diana Fuentes (MEX) |

| 5 augustus 2017 19:00 |           |        |                                                              |
| Verenigde Staten      | 6–0       | Mexico | Scheidsrechters: Camila Cabargas (CHI) Natalia Lodeiro (URU) |
|                       | (verslag) |        | Scheidsrechters: Camila Cabargas (CHI) Natalia Lodeiro (URU) |

| 7 augustus 2017 12:00 |           |          |                                                             |
| Mexico                | 1–0       | Brazilië | Scheidsrechters: Camila Cabargas (CHI) Maggie Giddens (USA) |
|                       | (verslag) |          | Scheidsrechters: Camila Cabargas (CHI) Maggie Giddens (USA) |

| 7 augustus 2017 19:00 |           |                  |                                                                  |
| Canada                | 1–1       | Verenigde Staten | Scheidsrechters: Mariana Reydo (ARG) Diana Fuentes Castelo (MEX) |
|                       | (verslag) |                  | Scheidsrechters: Mariana Reydo (ARG) Diana Fuentes Castelo (MEX) |

| 9 augustus 2017 17:00 |           |        |                                                             |
| Mexico                | 0–4       | Canada | Scheidsrechters: Natalia Lodeiro (URU) Maggie Giddens (USA) |
|                       | (verslag) |        | Scheidsrechters: Natalia Lodeiro (URU) Maggie Giddens (USA) |

| 9 augustus 2017 19:00 |           |          |                                                               |
| Verenigde Staten      | 9–0       | Brazilië | Scheidsrechters: Fanneke Alkemade (NED) Camila Cabargas (CHI) |
|                       | (verslag) |          | Scheidsrechters: Fanneke Alkemade (NED) Camila Cabargas (CHI) |

### Kruisingswedstrijden
Om plaatsen 5-7
| 11 augustus 2017 13:45 |           |          |                                                            |
| Uruguay                | 8–0       | Brazilië | Scheidsrechters: Junko Wagatsuma (JPN) Maggie Befort (USA) |
|                        | (verslag) |          | Scheidsrechters: Junko Wagatsuma (JPN) Maggie Befort (USA) |

Halve finale
| 11 augustus 2017 16:00 |                      |        |                                                                   |
| Argentinië             | 4–1                  | Canada | Scheidsrechters: Maggie Giddens (USA) Diana Fuentes Castelo (MEX) |
|                        | (verslag)[dode link] |        | Scheidsrechters: Maggie Giddens (USA) Diana Fuentes Castelo (MEX) |

| 11 augustus 2017 18:15 |           |                  |                                                        |
| Chili                  | 4–3       | Verenigde Staten | Scheidsrechters: Lelia Sacre (CAN) Mariana Reydo (ARG) |
|                        | (verslag) |                  | Scheidsrechters: Lelia Sacre (CAN) Mariana Reydo (ARG) |

### Plaatsingswedstrijden
Om de 5e/6e plaats
| 13 augustus 2017 13:45 |           |         |                                                          |
| Mexico                 | 0–1       | Uruguay | Scheidsrechters: Lelia Sacre (CAN) Camila Cabargas (CHI) |
|                        | (verslag) |         | Scheidsrechters: Lelia Sacre (CAN) Camila Cabargas (CHI) |

Om de 3e/4e plaats
| 13 augustus 2017 16:00 |           |                  |                                                               |
| Canada                 | 1–2       | Verenigde Staten | Scheidsrechters: Natalia Lodiero (URU) Fanneke Alkemade (NED) |
|                        | (verslag) |                  | Scheidsrechters: Natalia Lodiero (URU) Fanneke Alkemade (NED) |

Finale
| 13 augustus 2017 18:15 |           |       |                                                             |
| Argentinië             | 4–1       | Chili | Scheidsrechters: Junko Wagatsuma (JPN) Maggie Giddens (USA) |
|                        | (verslag) |       | Scheidsrechters: Junko Wagatsuma (JPN) Maggie Giddens (USA) |

## Eindrangschikking
| Rang   | Land             |
| ------ | ---------------- |
| Goud   | Argentinië       |
| Zilver | Chili            |
| Brons  | Verenigde Staten |
| 4      | Canada           |
| 5      | Uruguay          |
| 6      | Mexico           |
| 7      | Brazilië         |

Mannen:
Havana 2000 ·
London 2004 ·
Santiago 2009 ·
Brampton 2013 ·
Lancaster 2017
Vrouwen:
Kingston 2001 ·
Bridgetown 2004 ·
Hamilton 2009 ·
Mendoza 2013 ·
Lancaster 2017